# CX 38 SODRE
CX 38 SODRE urugvajska je javna radijska postaja u vlasništvu državne tvrtke SODRE-e. Sjedište postaje nalazi se u Montevideu.
Radijski program izvodi se na španjolskom jeziku na frekvenciji od 190 KHz (AM-a).
Sestrinske radijske postaje u vlasništvu iste tvrtke su CX 6 i CX 26.
Snaga odašiljača i tijekom dnevnog i tijekom noćnog programa iznosi 50 KW.